# Вустер (Огайо)
Вустер (англ. Wooster) — місто (англ. city) в США, в окрузі Вейн штату Огайо. Населення — 27 232 особи (2020).

## Географія
Вустер розташований за координатами 40°48′58″ пн. ш. 81°55′59″ зх. д. / 40.81611° пн. ш. 81.93306° зх. д. (40.816211, -81.933085).  За даними Бюро перепису населення США в 2010 році місто мало площу 42,38 км², з яких 42,24 км² — суходіл та 0,13 км² — водойми.

## Демографія
Згідно з переписом 2010 року, у місті мешкало 26 119 осіб у 10 733 домогосподарствах у складі 6244 родин. Густота населення становила 616 осіб/км².  Було 11822 помешкання (279/км²).
Расовий склад населення:
| - 91,2 % — білих - 3,6 % — чорних або афроамериканців - 1,9 % — азіатів - 0,3 % — корінних американців |

До двох чи більше рас належало 2,4 %. Частка іспаномовних становила 2,2 % від усіх жителів.
За віковим діапазоном населення розподілялося таким чином: 20,4 % — особи молодші 18 років, 63,0 % — особи у віці 18—64 років, 16,6 % — особи у віці 65 років та старші. Медіана віку мешканця становила 37,3 року. На 100 осіб жіночої статі у місті припадало 91,0 чоловіків;  на 100 жінок у віці від 18 років та старших — 87,7 чоловіків також старших 18 років.
Середній дохід на одне домашнє господарство  становив 56 093 долари США (медіана — 40 896), а середній дохід на одну сім'ю — 69 320 доларів (медіана — 54 408). Медіана доходів становила 45 824 долари для чоловіків та 33 545 доларів для жінок. За межею бідності перебувало 19,6 % осіб, у тому числі 31,5 % дітей у віці до 18 років та 5,0 % осіб у віці 65 років та старших.
Цивільне працевлаштоване населення становило 12 345 осіб. Основні галузі зайнятості: освіта, охорона здоров'я та соціальна допомога — 31,1 %, виробництво — 18,7 %, роздрібна торгівля — 12,1 %, мистецтво, розваги та відпочинок — 10,6 %.